# Meeting international Mohammed VI d'athlétisme de Rabat 2018
Il Meeting international Mohammed VI d'athlétisme de Rabat 2018 è stata la 11ª edizione dell'annuale meeting di atletica leggera, e si è svolto allo Stadio Moulay Abdallah di Rabat, il 13 luglio 2018. Il meeting è stato la nona tappa del circuito di atletica leggera IAAF Diamond League 2018.

## Programma[1]
| # | Orario | Specialità             |
| - | ------ | ---------------------- |
| 1 | 18:55  | Salto in lungo         |
| 2 | 19:30  | Salto con l'asta       |
| 3 | 20:04  | 400 metri              |
| 4 | 20:21  | 1500 metri             |
| 5 | 20:34  | Lancio del giavellotto |
| 6 | 20:39  | 3000 metri             |
| 7 | 21:30  | 100 metri              |
| 8 | 21:46  | 3000 metri siepi       |

| # | Orario | Specialità         |
| - | ------ | ------------------ |
| 1 | 19:07  | Salto in alto      |
| 2 | 19:23  | Getto del peso     |
| 3 | 20:12  | 800 metri          |
| 4 | 20:32  | 200 metri          |
| 5 | 20:42  | Salto triplo       |
| 6 | 20:57  | 100 metri ostacoli |
| 7 | 21:05  | 5000 metri         |
| 8 | 21:38  | 1000 metri         |

     Specialità valide per la Diamond League

## Risultati
Di seguito i primi tre classificati di ogni specialità.

### Uomini
| Specialità             |                   | Prestazione | 2º classificato     | Prestazione | 3º classificato      | Prestazione |
| 100 metri              | Christian Coleman | 9"98        | Ronnie Baker        | 9"98        | Noah Lyles           | 9"99        |
| 400 metri              | Akeem Bloomfield  | 44"33       | Abdalleleh Haroun   | 44"69       | Matthew Hudson-Smith | 44"79       |
| 1500 metri             | Brahim Kaazouzi   | 3'33"22     | Filip Ingebrigtsen  | 3'33"40     | Ayanleh Souleiman    | 3'33"42     |
| 3000 metri             | Yomif Kejelcha    | 7'32"93     | Birhanu Balew       | 7'34"26     | Stewart McSweyn      | 7'34"79     |
| 3000 metri siepi       | Benjamin Kigen    | 8'06"19     | Chala Beyo          | 8'07"27     | Soufiane El Bakkali  | 8'09"58     |
| Salto con l'asta       | Sam Kendricks     | 5.86 m      | Pawel Wojciechowski | 5.80 m      | Timur Morgunov       | 5.80 m      |
| Salto in lungo         | Tajay Gayle       | 8.09 m      | Marquis Dendy       | 8.05 m      | Jarrion Lawson       | 8.03 m      |
| Lancio del giavellotto | Magnus Kirt       | 89.75 m     | Andreas Hofmann     | 88.58 m     | Jakub Vadlejch       | 85.31 m     |

     Prestazione che stabilisce il nuovo record del meeting.

### Donne
| Specialità         |                     | Prestazione | 2º classificato   | Prestazione | 3º classificato   | Prestazione |
| 200 metri          | Shaunae Miller-Uibo | 22"29       | Dina Asher-Smith  | 22"40       | Jenna Prandini    | 22"60       |
| 800 metri          | Francine Niyonsaba  | 1'57"90     | Natoya Goule      | 1'58"33     | Rababe Arafi      | 1'58"84     |
| 1000 metri         | Caster Semenya      | 2'31"01 DLR | Ce'Aira Brown     | 2'35"85     | Kaela Edwards     | 2'36"13     |
| 5000 metri         | Hellen Obiri        | 14'21"87    | Sifan Hassan      | 14'22"90    | Letesenbet Gidey  | 14'23"02    |
| 100 metri ostacoli | Brianna McNeal      | 12"51       | Sharika Nelvis    | 12"58       | Christina Manning | 12"78       |
| Salto in alto      | Mirela Demireva     | 1.94 m      | Julija Levčenko   | 1.94 m      | Marija Lasickene  | 1.90 m      |
| Salto triplo       | Caterine Ibargüen   | 14.96 m     | Kimberly Williams | 14.47 m     | Tori Franklin     | 14.42 m     |
| Getto del peso     | Christina Schwanitz | 19.40 m     | Alëna Dubickaja   | 19.21 m     | Valerie Adams     | 18.93 m     |

     Prestazione che stabilisce il nuovo record del meeting.